# Олешківська міська територіальна громада
Олешківська міська територіальна громада — територіальна громада в Україні, у Херсонському районі Херсонської області з адміністративним центром у місті Олешки.

## Загальна інформація
Площа території — 799,2 км², населення громади — 38 313 осіб (2020 рік).

## Населені пункти
До складу громади увійшли м. Олешки, села Козачі Лагері, Костогризове, Кринки, Підстепне, Піщанівка, Поди, Раденськ, Саги, Солонці, Челбурда та селища Заплава і Підлісне.

## Історія
Створена у 2020 році відповідно до розпорядження Кабінету Міністрів України № 726-р від 12 червня 2020 року «Про визначення адміністративних центрів та затвердження територій територіальних громад Херсонської області», шляхом об'єднання територій та населених пунктів Олешківської міської, Козаче-Лагерської, Костогризівської, Підстепненської, Раденської та Солонцівської сільських рад Олешківського району Херсонської області.
З кінця лютого 2022 Олешківська громада потрапила під російську окупацію. За оцінкою голови громади Є. Рищука до кінця квітня 2022 року громаду покинуло близько 40 % населення. Внаслідок підриву росіянами Каховської ГЕС 6 червня 2023 більшість населених пунктів громади було затоплено, щонайменше 9 осіб загинуло.